# Interstate 66
Interstate 66 (I-66) é uma rodovia interestadual leste-oeste com 122,82 km (76,32 milhas) no Leste dos Estados Unidos que passa pela Virgínia e Washington, D.C.. A autoestrada vai de um cruzamento com a I-81 perto de Middletown, Virgínia, na sua extremidade ocidental, até um cruzamento com a U.S. Route 29 (US 29) em Washington, D.C., no terminal oriental. Grande parte da rota é paralela à US 29 ou à State Route 55 (SR 55) na Virgínia. A I-66 não tem qualquer ligação física ou histórica com a US 66, que se situava numa região diferente dos Estados Unidos.
A E Street Expressway é um ramal da I-66 para o bairro de Foggy Bottom em Washington, D.C..